# زمین‌لرزه ۲۰۰۸ کیوو
زمین‌لرزه کیوو  در تاریخ ۳ فوریه ۲۰۰۸ میلادی، برابر با ‎۱۴ بهمن ۱۳۸۶، ساعت ۷:۳۴:۱۲ به زمان یوتی‌سی در کنگو ، منطقه کیوو رخ داد. ژرفای این زلزله ۱۰ کیلومتر بود، و بزرگی آن ۵٫۹ در مقیاس Mw اعلام شده‌است. زمین‌لرزه به وقت محلی در روز یکشنبه، ساعت ۹ روی داده و منطقه زمانی آن یوتی‌سی +۲ بوده‌است .
سازمان زمین‌شناسی آمریکا نیز رومرکز این زمین‌لرزه را در مختصات ۲°۱۷′۴۶″جنوبی ۲۸°۵۴′۰۰″شرقی / ۲٫۲۹۶°جنوبی ۲۸٫۹°شرقی و ژرفای آنرا در ۱۰ کیلومتر گزارش کرده‌است. بزرگی برگزیدهٔ این سازمان از میان بزرگیهای محاسبه‌شدهٔ مختلف ۵٫۹ در مقیاس Mw بوده و از دید اثر، در میان چهار دسته‌بندی «نامحسوس»، «محسوس»، «زیان‌آور» یا «با تلفات»، زلزله را «با تلفات» اعلام کرده‌است.۲۲۸۸ ساختمان در زمین‌لرزه خراب شده‌است.
پروژهٔ «تنسور گشتاور مرکزوار» زاویه‌های (راستا، شیب، ریک) گسل سازندهٔ زمین‌لرزه و صفحه عمود بر آنرا (°۱۷۹، °۳۵، °۹۶-) یا (°۶، °۵۵، °۸۶-) و نوع گسل را «عادی» فرارسانده‌است.
شمار کشتگان زلزله حدود ۴۴ نفر بوده‌است.تعداد زخمیان ۱۰۹۰ نفر برآورده شده‌است.